# Delting

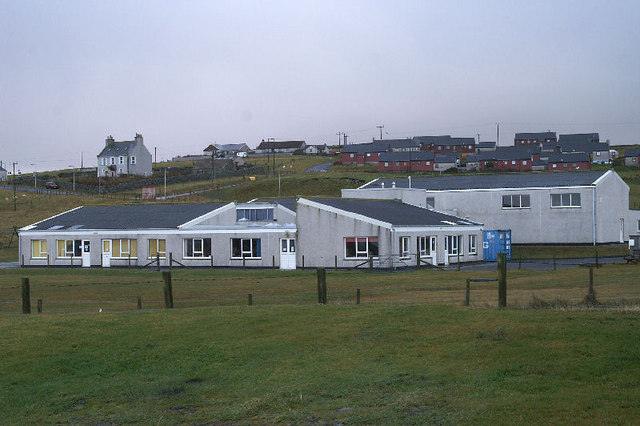
Die Schule von Mossbank

Delting ist eine Gemeinde (Community Council Area), die in Schottland im Norden der Shetlandinseln liegt.

## Geographie
Die Gemeinde umfasst den nördlichen Bereich von Mainland. Gemeinderatssitzungen finden abwechselnd in öffentlichen Einrichtungen von drei Orten statt. Es sind die Schulen von Brae und Mossbank sowie eine Halle in Voe.

## Historisches
Als Vorläufer der Gemeinde hatte ein gleichnamiges Civil Parish bestanden. Es war Ende des 20. Jahrhunderts durch die jetzige Struktur ersetzt worden.